# Stille Omgang
Stille Omgang (Cicha Procesja) – nieformalna procesja katolicka, odbywająca się co roku w nocy z soboty na niedzielę po 15 marca w Amsterdamie. Ta procesja upamiętnia cud eucharystyczny z XIV wieku.

## Historia
Nazwa „Cicha Procesja” odnosi się do formy procesji odbywającej się w ciszy i bez ostentacyjnych symboli religijnych, co upamiętnia wielowiekowy zakaz rytuałów katolickich w Holandii. Początkiem kultu był cud eucharystyczny w dniu 15 marca 1345, kiedy umierający mężczyzna zwymiotował konsekrowaną hostię, którą zgodnie z przepisami liturgicznymi wrzucono do ognia, ale odnaleziono ją nietkniętą następnego dnia. Dwukrotnie przenoszona do Oude Kerk, hostia w niewytłumaczalny sposób powracała tam, gdzie ją wrzucono do ognia. Ten dom przekształcono w popularną kaplicę pielgrzymkową, zwaną Heilige Stede („Święte Miejsce”), a Heiligeweg („Święta Droga”) stała się trasą masowych procesji. W 1578 władze miejskie przyjęły kalwinizm i zakazały wyznawania katolicyzmu. Heilige Stede stała się kościołem protestanckim. Idea odrodzenia kultu cudownej hostii powstała w XIX wieku, gdy zalegalizowano katolicyzm. Procesję w formie nieformalnego, cichego pochodu ponownie zaczęto organizować co roku począwszy od 1881. W 1956 wzięła w niej udział rekordowa liczba 80 tysięcy uczestników; obecnie jest to około 5–7 tysięcy.

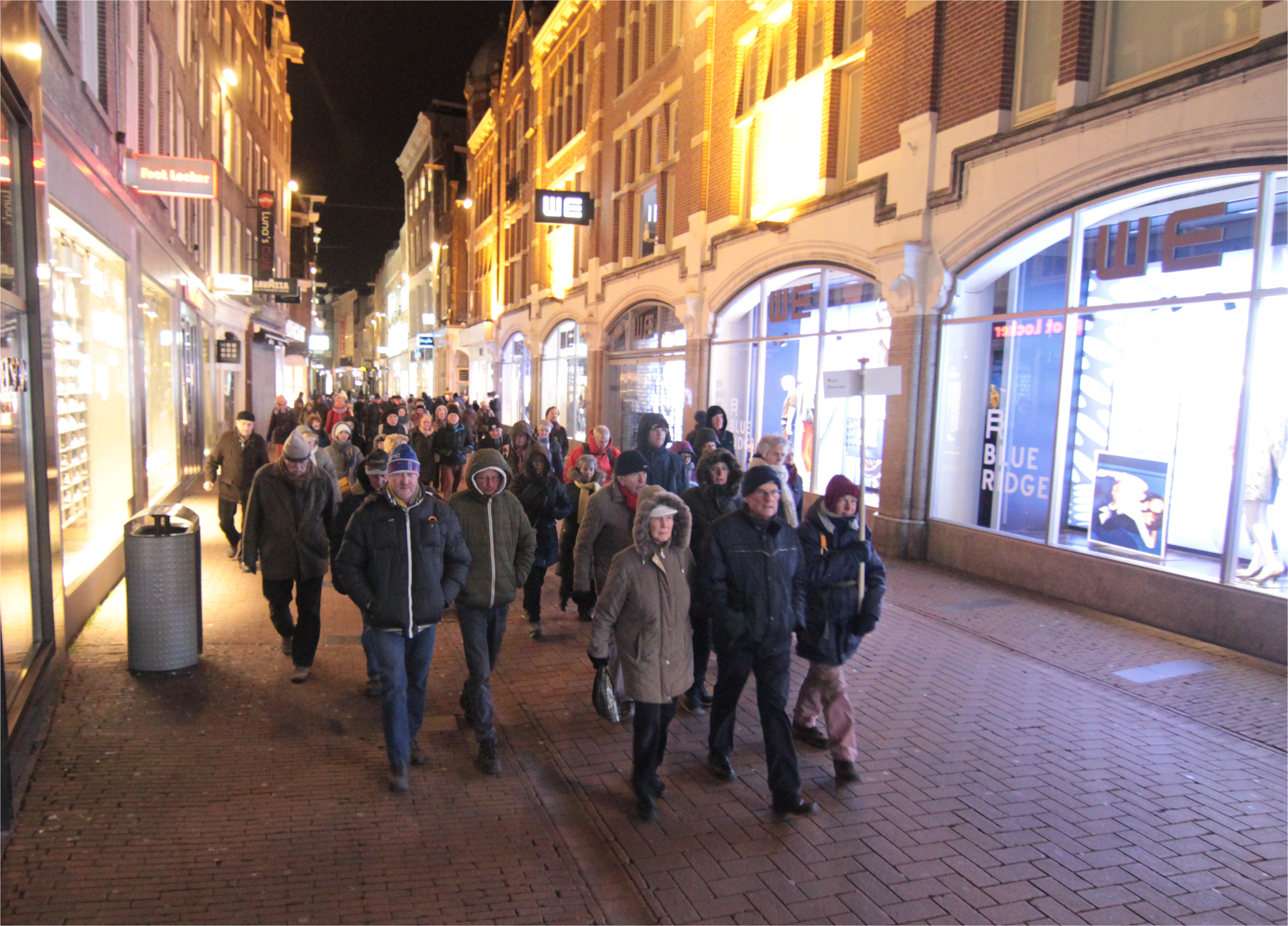
Stille Omgang w 2018 na Kalverstraat w Amsterdamie
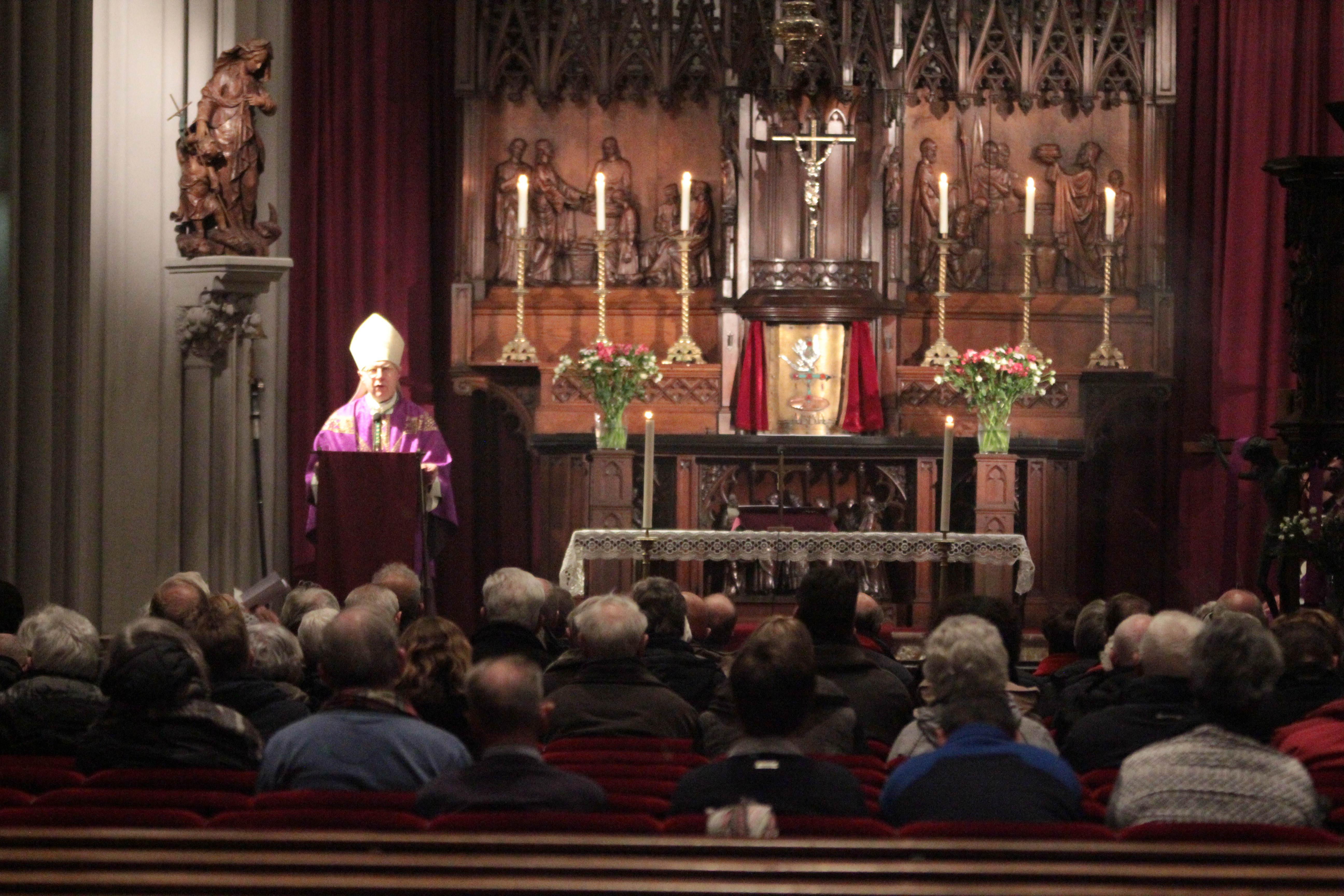
Msza Św. przed rozpoczęciem procesji
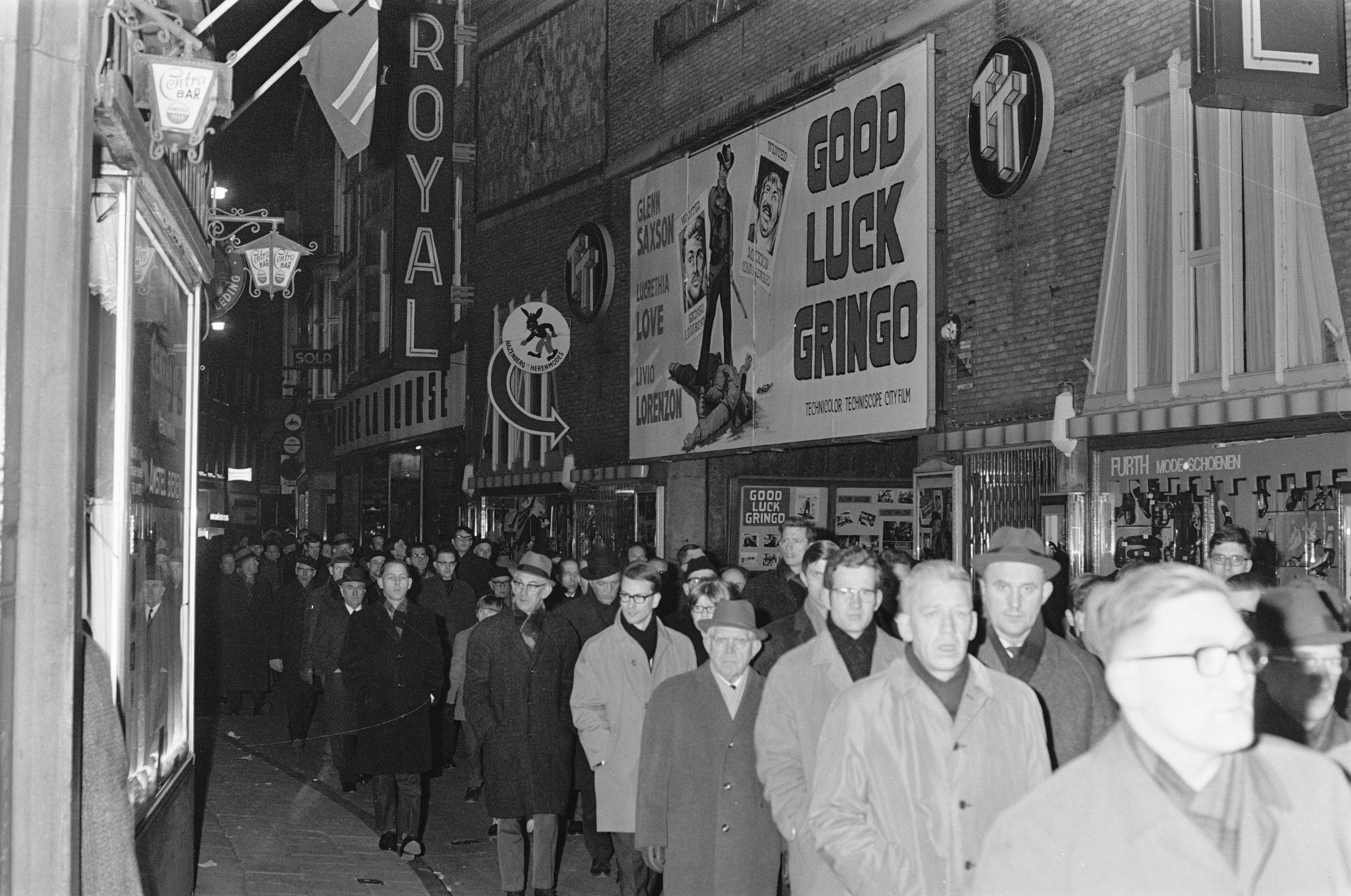
Procesja w 1968
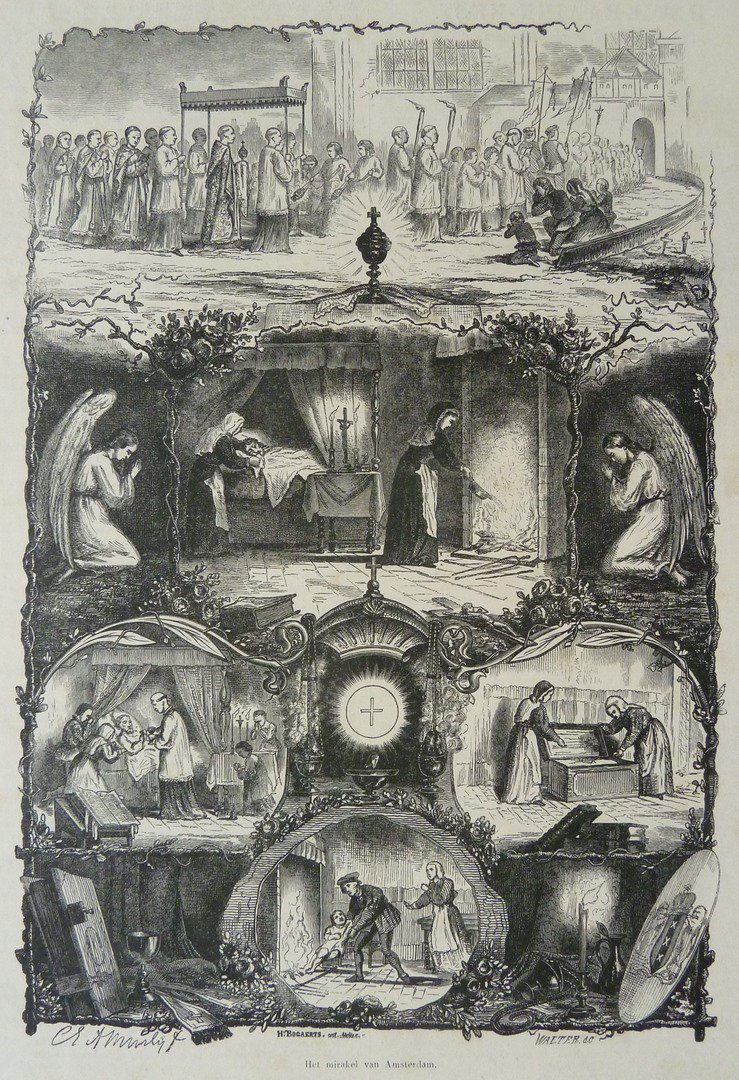
Grafika z XIX w. przedstawiająca cud w Amsterdamie
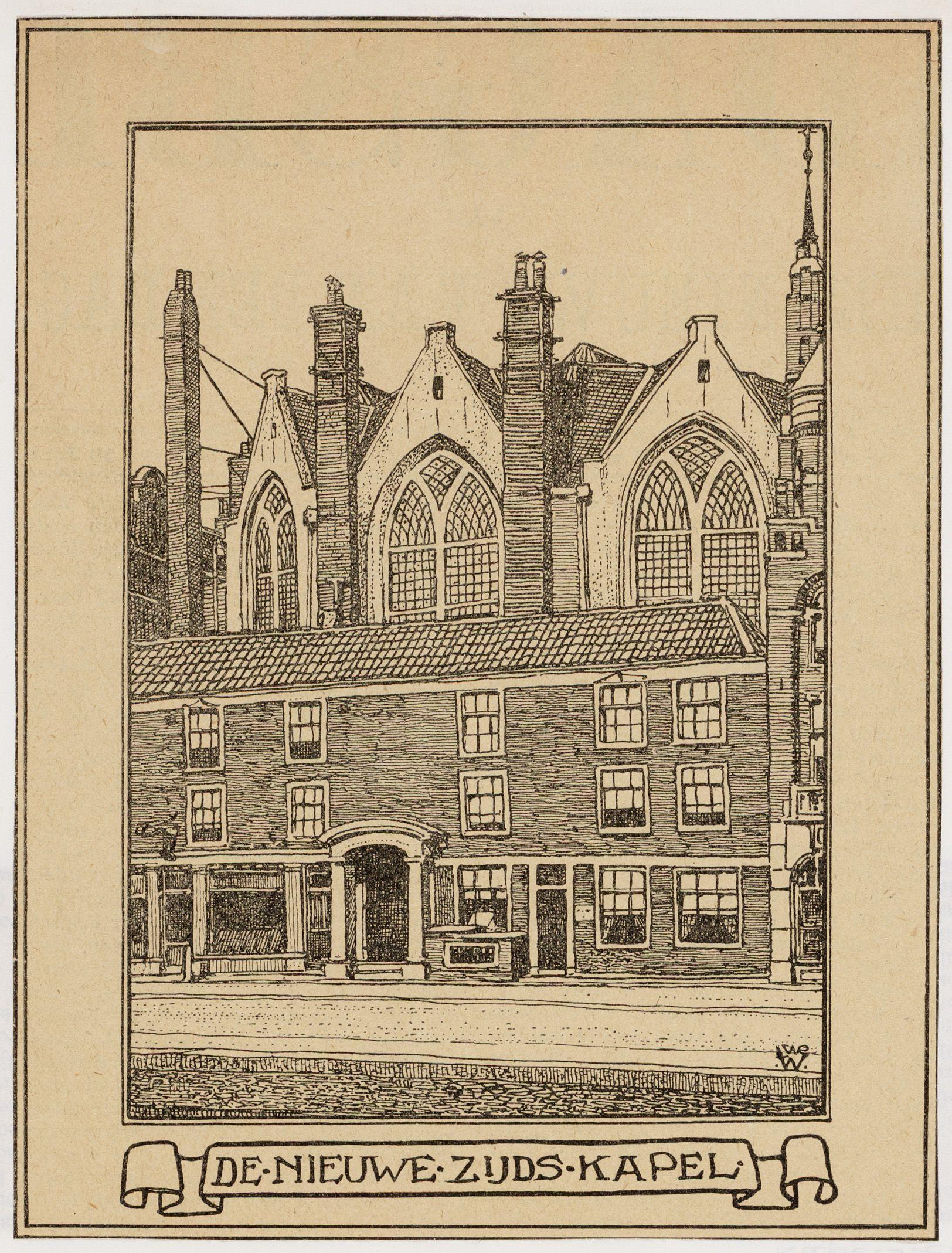
Kaplica Heilige Stede w XIX w.